# Olga Syahputra
Yoga Syahputra (Jacarta, 8 de fevereiro de 1983 - Singapura, 27 de março de 2015) foi uma ator e Comediante Indonésia. Olga muitas vezes desempenha travestismo, mas ele nega ser homossexual.

## Infância e educação
Ele nasceu em Jacarta, Indonésia o mais velho de sete irmãos. Ele é conhecido por seu maricas ato e um dos mais bem sucedidos Indonésia entertainer como no momento. Olga Syahputra foi visto em inúmeros programas de TV Indonésia, especialmente durante Ramadhan festivo a cada ano. Quando jovem, ele era apenas um fã que muitas vezes pediam autógrafos e fotografias dos seus ídolos. Ele teve a sorte de ser oferecido um papel no filme Lenong Bocah. Sua função exigia que ele tome uma formação avançada em Minangkabau - Java no Sanggar Ananda propriedade de Aditya Gumay. Como ele não tinha dinheiro, Olga foi forçada a vender a geladeira para pagar as aulas. Um amigo, Bertrand Antolin, mais tarde comprou uma geladeira nova para ele.
Enquanto ativo em Sanggar Ananda, Olga trabalhou com freqüência, embora as peças eram pequenos. Olga também foi assistente do cantor Rita Sugiarto. Perseverança finalmente valeu a pena quando ele começou a conseguir papéis nas novelas, incluindo Kawin Gantung e Si Yoyo. Ele então se tornou um apresentador de Ngidam em SCTV combinado com Jeremy Thomas. Olga também jogou na comédia Jangan Cium Gue seguido por Extravaganza ABG, em 2005. Por esta altura, o nome de Olga foi se tornando bem conhecida na Indonésia. Seu ano de fuga foi 2007, quando ele apareceu com o Indra Bekti e Indy Barends na premiação Ceriwis mostrar em Trans TV.
Em 2008, Olga tornou-se um apresentador de TV de eventos musicais no Dahsyat manhã mostrado em RCTI. Seu co-apresentador desde março de 2011 foi Jessica Iskandar. Houve especulações de que Olga vai casar-se com Jessica.
Olga ganhou o prêmio de Música Favorita apresentador / Variety Show e Comediante Favorito em "Panasonic Awards 2009" e "Panasonic Awards 2010", publicado em RCTI, MNCTV e Global TV.
Além de ser um apresentador, ele também atuou em filmes como Skandal Cinta Babi Ngepet e Mau Lagi (lançado como Cintaku Selamanya).
Olga também começou a explorar o mundo de votos de arrasto. Até o momento, Olga lançou duas de suas canções, "Hancur Hatiku" e "Jangan Ganggu Aku Lagi", que foram lançadas como singles no rótulo Nagaswara.
Olga não é mais um apresentador para o "Ceriwis" programa em Trans TV.

## Filmografia
| Cinema | Cinema                                       | Cinema                                            | Cinema                           | Cinema |
| Ano    | Título                                       | Título em Portugal                                |                                  |        |
| ------ | -------------------------------------------- | ------------------------------------------------- | -------------------------------- | ------ |
| 2004   | Tina Toon dan Lenong Bocah The Movie         | Tina Toon e Lenong Boy The Movie                  | Tina Toon e Lenong Boy The Movie |        |
| 2008   | Susahnya Jadi Perawan                        | Problemas Então Virgin                            |                                  |        |
| 2008   | Mau Lagi?                                    | Quer mais?                                        | Quer mais?                       |        |
| 2008   | Basahhh...                                   | Molhadooo...                                      | Molhadooo...                     |        |
| 2008   | Cintaku Selamanya                            | Meu Amor Para Sempre                              |                                  |        |
| 2008   | Mas Suka, Aja-Large inserção pequena I'ts Ok | Amor de Ouro, Apenas-Large inserção pequena é oke |                                  |        |
| 2011   | Pacar Hantu Perawan                          | Santo namorado pers                               |                                  |        |
| 2013   | Hantu Taman Lawang                           | Parque Lawan Santo                                |                                  |        |